# Saka (peuple d'Afrique)
Pour les articles homonymes, voir Saka.
Ne doit pas être confondu avec Sakas.
Les Saka est un peuple d'Afrique centrale établi en République démocratique du Congo, dans les forêts du Kasaï-Oriental. Plusieurs auteurs les rattachent aux Mongo du nord-ouest.

## Culture

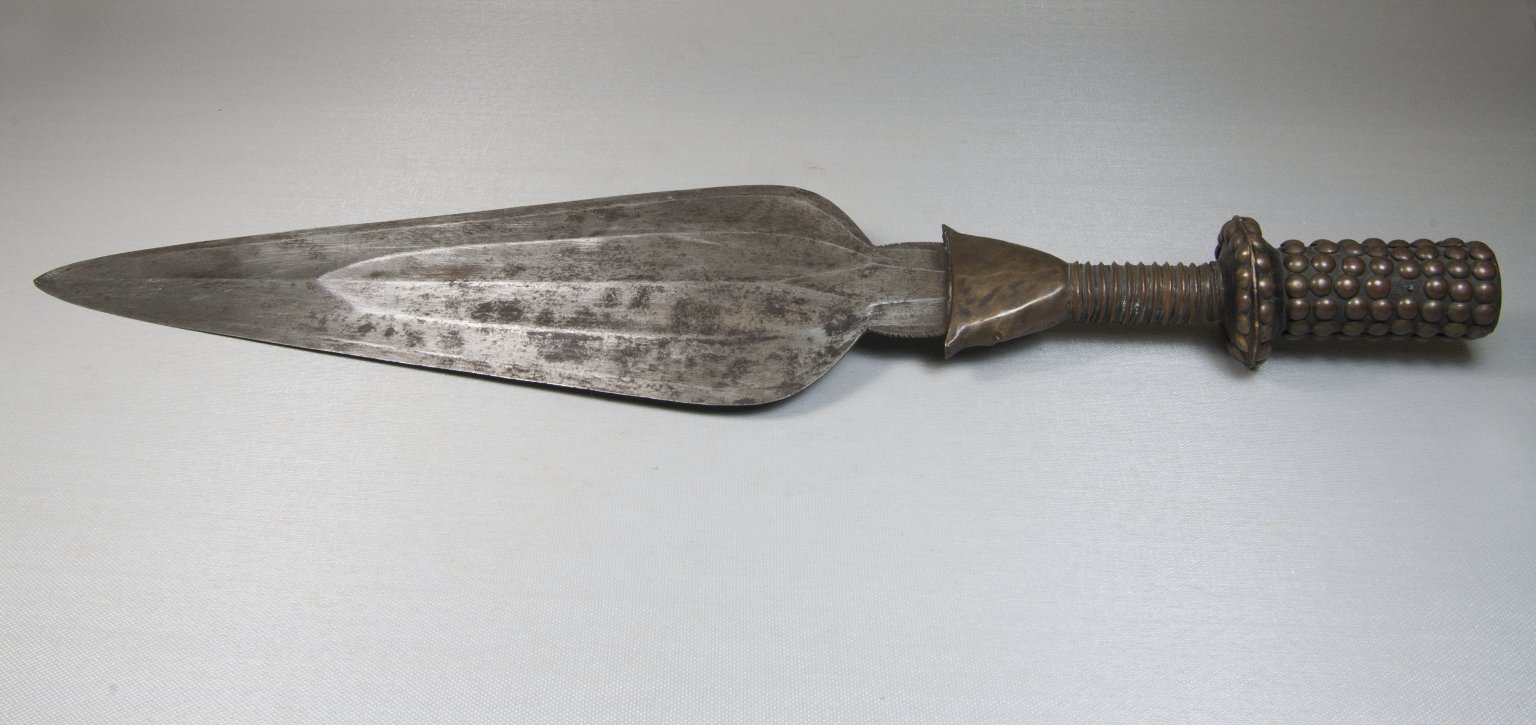
Couteau saka

## Langue
Ils parlent une langue bantoue. 